# Margaret Keita
Margaret Keita war Ministerin für Finanzen und Wirtschaft (Secretary of State for Finance and Economic Affairs) im westafrikanischen Staat Gambia.

## Leben
1980 begann sie ihre Arbeit beim öffentlichen Dienst und war von 1991 als Buchhalterin (Accountant General) tätig. Von 1994 an war sie stellvertretende Hauptbuchhalterin und übernahm 1996 das Amt des Hauptbuchhalters. Als Nachfolgerin von Musa Gibril Bala Gaye, der das Amt des Außenministers übernahm, wurde sie am 10. März 2005 in ihrem Amt vom Präsidenten Yahya Jammeh vereidigt.
Nach nur drei Monaten im Amt wurde sie am 14. Juni, im Rahmen einer Anti-Korruptions-Kampagne, von Alieu Ngum ersetzt, der zuvor Leiter des öffentlichen Dienstes war.
Nach dem Ministeramt ist sie als Finanzdirektorin (Director, Finance & Administration) im West African Monetary Institute (WAMI) tätig.